# Josef Lentsch
Josef Lentsch (* 24. Februar 1909 in Oggau; † 27. Jänner 1988 in Kleinhöflein im Burgenland) war ein österreichischer Politiker (ÖVP) und von 1961 bis 1964 Landeshauptmann des Burgenlandes.

## Leben
Vor dem Anschluss Österreichs an Hitlerdeutschland arbeitete Lentsch als Lehrer, ab 1935 auch in der Landesschulverwaltung. Daneben verfasste er volkskundliche Artikel – was er zeitlebens fortsetzte. So sammelte und dokumentierte er über 4000 deutschsprachige Marienlieder.
Im Zweiten Weltkrieg diente Lentsch in der Wehrmacht und kam 1945 in amerikanische Kriegsgefangenschaft.
Er war Mitglied der katholischen Schülerverbindung K.Ö.St.V Forchtenstein in Eisenstadt und ebenso seit 1955 Ehrenmitglied der katholischen Studentenverbindung KaV Austo-Peisonia Wien im ÖCV. 

## Politik
1945 übernahm Lentsch den Posten des Landesparteisekretärs der wenige Wochen zuvor gegründeten Österreichischen Volkspartei (bis 1960), ab 1945 saß er im burgenländischen Landtag, ab 1949 als Landesrat für das Schulwesen.
Am 8. August 1961 übernahm er von Johann Wagner das Amt des Landeshauptmanns, 1963 folgte er Lorenz Karall auch als Landesparteiobmann nach. Lentsch ging als Spitzenkandidat der ÖVP in die Landtagswahl 1964, musste sich aber mitten im Wahlkampf wegen einer allergischen Reaktion mehreren Operationen unterziehen. Seine Abwesenheit im Wahlkampf war ein Grund für die Niederlage seiner Partei bei der Wahl. Die ÖVP verlor ihre Mehrheit, und Lentsch schied am 12. Juni 1964 aus seinem Amt. Dieser Machtwechsel war der erste auf Landesebene in der österreichischen Nachkriegszeit; seither regiert im Burgenland die SPÖ.
Nach seiner Genesung kehrte Lentsch wieder in die Parteiführung zurück, trat aber 1968 von allen politischen Ämtern zurück.